# Motti Lerner
Pour les articles homonymes, voir Lerner.
 (mai 2024).
La mise en forme du texte ne suit pas les recommandations de Wikipédia : il faut le « wikifier ».
Les points d'amélioration suivants sont les cas les plus fréquents. Le détail des points à revoir est peut-être précisé sur la page de discussion.
- Les titres sont pré-formatés par le logiciel. Ils ne sont ni en capitales, ni en gras.
- Le texte ne doit pas être écrit en capitales (les noms de famille non plus), ni en gras, ni en italique, ni en « petit »…
- Le gras n'est utilisé que pour surligner le titre de l'article dans l'introduction, une seule fois.
- L'italique est rarement utilisé : mots en langue étrangère, titres d'œuvres, noms de bateaux, etc.
- Les citations ne sont pas en italique mais en corps de texte normal. Elles sont entourées par des guillemets français : « et ».
- Les listes à puces sont à éviter, des paragraphes rédigés étant largement préférés. Les tableaux sont à réserver à la présentation de données structurées (résultats, etc.).
- Les appels de note de bas de page (petits chiffres en exposant, introduits par l'outil «  Source ») sont à placer entre la fin de phrase et le point final[comme ça].
- Les liens internes (vers d'autres articles de Wikipédia) sont à choisir avec parcimonie. Créez des liens vers des articles approfondissant le sujet. Les termes génériques sans rapport avec le sujet sont à éviter, ainsi que les répétitions de liens vers un même terme.
- Les liens externes sont à placer uniquement dans une section « Liens externes », à la fin de l'article. Ces liens sont à choisir avec parcimonie suivant les règles définies. Si un lien sert de source à l'article, son insertion dans le texte est à faire par les notes de bas de page.
- La présentation des références doit suivre les conventions bibliographiques. Il est recommandé d'utiliser les modèles {{Ouvrage}}, {{Chapitre}}, {{Article}}, {{Lien web}} et/ou {{Bibliographie}}. Le mode d'édition visuel peut mettre en forme automatiquement les références.
- Insérer une infobox (cadre d'informations à droite) n'est pas obligatoire pour parachever la mise en page.

Pour une aide détaillée, merci de consulter Aide:Wikification.
Si vous pensez que ces points ont été résolus, vous pouvez retirer ce bandeau et améliorer la mise en forme d'un autre article.
Motti Lerner, né le 16 septembre 1949 à né à Zikhron Yaakov en Israël, est un auteur de théâtre et scénariste israélien,
Auteur de pièces à tonalité politique, il est joué en Israël, en Allemagne, en Italie, en Inde, aux États-Unis, en Suisse, en Australie, en Afrique du Sud. Il a parfois été censuré.

## Vie personnelle
Il est né à Zikhron Yaakov, ses parents étant Arie et Dvora Lerner, un village au sud de Haïfa, en Israël. Ses grands-parents avaient immigré en Palestine en 1882 de Roumanie et de Russie et s’étaient établis comme fermiers.
Il fait sa scolarité dans des écoles locales et régionales. De 1967 à 1976 il étudie à l'université hébraïque de Jérusalem, d'abord les mathématiques et la physique, puis le théâtre. Il continue à travailler la technique dans des ateliers en Angleterre et à l'atelier des danseurs de San Francisco dirigé par Anna Halprin (1976),,.
Il épouse Tamar en 1983, et ils ont trois enfants.

## Carrière théâtrale et professionnelle
En 1977-1978 il crée le théâtre expérimental Maduga, comme partie du théâtre de Jérusalem, où il réalise des performances expérimentales et de rue,. De 1978 à 1984 il est dramaturge et metteur en scène au théâtre Khan,, où il dirige sa propre pièce, La Princesse et le Hobo, Gotcha de Barrie Keeffe, et Après-midi magique de Wolfgang Bauer. Il commence d’écrire des pièces des scénarios de films en 1984 et déménage à Tel Aviv.
Sa pièce sur Kastner, en 1985, est l'une de ses plus connues.
Depuis 1986 il enseigne l'écriture du théâtre à l’école dramatique à l’université des kibboutz (Kibbutzim College of Education) de Tel Aviv. De 1992 à 2007 il enseigne l’écriture de pièces de théâtre politiques à l'université de Tel Aviv. En 1992 il est en résidence au Centre d’études supérieures en hébreu d’Oxford (en anglais : Oxford Centre for Postgraduate Hebrew and Studies),, en 1997 il est professeur invité au département théâtral de l'université Duke en Caroline du Nord,, participe au programme international des écrivains l'université de l'Iowa et est professeur invité au Knox College, Illinois, en 2006-2007 et 2012.
En 1992 il écrit son premier scénario pour la télévision, ‘'Amours à Béthanie’’, produite par la chaîne israélienne Channel 1.
Motti Lerner est un des pionniers du théâtre politique radical en Israël, et un des principaux auteurs de téléfilms documentaires et de docudramas pour la télévision. Dans les années 1980 et 1990, ses pièces Kastner, Pangs of the Messiah, et Pollard, et la série documentaire The Kastner Trial (en anglais : Le Procès Kastner) et Bus No. 300, le placent au cœur du milieu théâtral et de la télévision en Israël, et éveillent le débat public sur des sujets au cœur de la vie politique et de l’idéologie israéliennes : la Shoah, les territoires palestiniens occupés, l’ethos moral de la société israélienne, et les relations entre Israël et la Diaspora juive. En 1997, le théâtre municipal d’Heilbronn, en Allemagne, représente Isaac assassiné (en anglais : The murder of Isaac), une pièce sur l’assassinat du premier ministre israélien Yitzhak Rabin. La pièce n’a pas été jouée en Israël avant 2013 (au théâtre de l’université de Tel Aviv), étant accusée d’antisémitisme. Pendant une session plénière à la Knesset, plusieurs députés ont exigé du gouvernement israélien qu’il demande au gouvernement allemand qu’il interdise la pièce, exigence repoussée par le gouvernement israélien. Après cette pièce, l’écriture de Lerner est devenue beaucoup plus radicale. Les théâtres israéliens ont rejeté la plupart de ses pièces, et n’ont monté que celles qui ne traitent pas de problèmes politiques controversés, comme Hard Love (au théâtre municipal d’Haïfa, 2003), et Passing the Love of Women, (théâtre Habima, 2004). Ses pièces les plus controversées ont été jouées avec succès en Europe et aux États-Unis, dont Coming Home, Pangs of the Messiah, Isaac assassiné, et Benedictus.
Depuis 2016, il écrit principalement pour le théâtre national Habima de Tel Aviv, et ses pièces y sont souvent jouées.
Selon la préface du professeur Gad Kaynar à Seven Plays de Motti Lerner (publié par l’université de Tel Aviv en 2009) :
« L’illusion que nous pouvons sauver le monde en écrivant est une puissante motivation à écrire. Ce titre, emprunté à l’essai de Motti Lerner L’Écriture dramatique en temps de guerre exprime la poésie tendancieuse qui caractérise l’écriture dramatique de Lerner, présenté dans les sept pièces de son anthologie. Dans le monde postmoderne d’éclatement des formes et de sanctification du chaos, d’anti-structuralisme idéologique, où tout tombe en pièces et le centre ne peut tenir, Motti Lerner, dans son écriture pour la scène, l’écran, et la télévision, est un des derniers Mohicans qui croit que le monde peut être rationalisé et sauvé par l’art, et que nous devons continuer de donner au théâtre le rôle qui lui est alloué par Hamlet dans son monologue aux acteurs « « être le miroir de la nature, montrer à la vertu sa propre vérité, à l’infamie sa propre image, et au Temps même son âge et son visage dans sa personnification du passé » 
. »
« Se manifeste dans chacune de ses pièces la ferme croyance en la capacité du théâtre d’influencer la réalité, de la changer en changeant la conscience du public. Le théâtre de Lerner est une continuation de la lutte politique et sociale par d’autres moyens. Ainsi, la philosophie idéelle de Lerner, comme elle est formulée dans ses essais, articles, interviews, et lectures, est fortement reliée à son application théâtrale. Ce lien est particulièrement visible dans un paragraphe de la conférence donnée par Lerner — le plus important auteur néo-aristotélicien en Israël –  en 2005 : "La catharsis est le plus profond et efficace outil dramatique. Il ne peut y avoir de bonne pièce de théâtre qui ne contient pas de catharsis. Ainsi l’auteur dramatique israélien doit aussi l’utiliser, sinon sa pièce sera sans effet. Le fait que la catharsis est un outil emprunté au théâtre grec ne peut suffire à la disqualifier. La question n’est pas de l’utiliser ou non ; la question est comment l’utiliser,  quelles valeur assumer à travers elle. S’il est possible à travers la catharsis de porter des valeurs d’amour de l’homme, la centralisé de l’humain dans notre univers, sa liberté de choix, sa responsabilité vis-à-vis de ses choix, la souveraineté sur sa propre vie — alors, nous devons nous en servir". ».

## Œuvres

### Théâtre
- Kastner en 1985, drame politico-historique à propos des négociations conduites par les leaders juifs hongrois — et notamment Rudolf Kastner – pendant la Seconde Guerre mondiale avec le SS Adolf Eichmann, dans le but de sauver les Juifs de l’extermination complète. Produite par le théâtre Cameri de Tel Aviv, le théâtre d’Heilbronn, en Allemagne (1988). Sur le même sujet, voir aussi Train Kastner et Procès Kastner.
- Paula en 1987, un drame sur Paula Ben Gourion, l’épouse du premier ministre d’Israël, dans lequel elle interroge plusieurs des problèmes qu’a dû affronter son mari. Jouée au théâtre Cameri de Tel Aviv.
- Pangs of the Messiah (en anglais : Les Affres du Messie) en 1988, drame politique sur les colons d’extrême-droite de Cisjordanie, opposés à la paix entre Israël et les Palestiniens, et qui font exploser des bombes sur les saintes mosquées de Jérusalem pour la saboter. Jouée au théâtre Cameri de Tel Aviv, au théâtre J de Washington dans une nouvelle version en 2007 et qui est nommée pour les Helen Hayes Best Play Award (2008). Aussi jouée à Chicago et Cleveland (2009), Atlanta (2011) et New York (2011).
- Exile in Jerusalem (en anglais : Exil à Jérusalem) en 1989, d’abord intitulé Else. Drame basé sur les cinq dernières années de la vie de la poétesse juive allemande Else Lasker-Schüler, qui fuit le Troisième Reich en 1933 et trouva refuge à Jérusaleme où, en dépit de sa réputation, elle meurt isolée et oubliée. Montée par le théâtre Habima, à Tel Aviv, et le Jewish Ensemble Theatre à Detroit (1993), le Tri-Bühne Theatre à Stuttgart (1994), au Williamstown Theatre Festival, Massachusetts – avec Julie Harris dans le rôle-titre (1994), le Wienkelwiese Theatre à Zürich (1995), Theatre J à Washington (1998), La-Mama Theatre à New York (1998), le théâtre Freie Bühne à Vienne, le Salt Pillar Theatre à Melbourne (2000), le Bimah à Berlin (2002)
- Pollard (du nom du personnage Jonathan Pollard) en 1994, drame politique sur le scandale créé par les services secrets israéliens qui ont engagé un juif américain, travaillant pour l’US Navy, pour obtenir des secrets militaires américains. Monté par le théâtre Cameri, Tel Aviv.
- Autumn (en anglais : Automne) en 1996, drame sur un médecin qui immigre de Pologne en Palestine en 1896 pour devenir fermier. Après 30 années frustrantes sur la ferme, il tombe amoureux de la fille de son ancien amour, mais est surpris par son épouse et ses enfants qui le tuent. Monté par le théâtre Beit Lessin, Tel Aviv. Aussi joué par le théâtre d’Heilbronn, (1996)
- Isaac assassiné en 1999, drame sur l’assassinat de Yitzhak (Isaac) Rabin, premier ministre israélien, après les négociations de paix avec les Palestiniens. La pièce explore les soubassements de la société israélienne en tentant de montrer l’idéologie internet et les conflits religieux qui ont mené à cet évènement tragique. Joué au théâtre municipal d’Heilbronn, puis par le Center Stage Theatre de Baltimore, US, en 2006.
- Coming Home (en anglais : Retour au foyer) en 2003, pièce en un acte sur un jeune soldat qui revient de son service militaire dans les territoires occupés, souffrant d’un syndrome de stress post-traumatique sévère. Créé au festival Tzavta des pièces en un acte (2003). Également monté au sein de la pièce Gegensetien, écrit par un groupe de 8 auteurs palestiniens et israéliens à Heilbronn, (2003), et par les Golden Thread Productions à San Francisco (2003, 2009).
- Hard Love en 2003, drame sur un auteur agnostique et son épouse juive ultra-orthodoxe, essayant de se remarier après vingt ans de divorce, mais qui découvrent qu’ils ont tellement changé que vivre ensemble est devenu impossible. Créé au théâtre municipal d’Haïfa (2003). Joué aussi par le Theatre Or à Durham (Caroline du Nord) en 2005, le Bimah Theatre de Berlin (2006), le Jewish Theatre of the South à Atlanta (2008), et par le Old Mutual Theatre à Johannesburg, Afrique du Sud (2008)
- Passing the Love of Women (en anglais : Plus Grand que l’amour des femmes) en 2003, drame inspiré par "Two", nouvelle de Isaac Bashevis Singer (écrit en collaboration avec Israel Zamir) sur deux étudiants de yeshiva dans la Pologne du XIXe qui découvrent qu’ils sont homosexuels, et l’un d’entre eux doit se déguiser en femme pour qu’ils puissent vivre ensemble. Créé au théâtre national Habima, Tel Aviv. Joué aussi au Theatre J à Washington. (2004).
- Benedictus en 2007, pièce à suspense politique dont l’action se déroule 72 heures avant une attaque des États-Unis sur des installations nucléaires iraniennes. Un revendeur d’armes Israélien né Iranien essaie de secourir sa sœur à Téhéran et offre des armes aux politiques iraniens, qui luttent pour repousser l’attaque. Créée au Golden Thread Productions à San Francisco. Aussi jouée au LATC à Los Angeles (2007) et au Theatre J à Washington (2009)
- The Hastening of The End (en anglais : Hâter la Fin) en 2013, drame politique sur le massacre commis par Baruch Goldstein dans le tombeau des Patriarches à Hébron en 1994. Créé au théâtre Khan à Jérusalem.
- Paulus (2013), drame épique sur Paul de Tarse et sa décision de séparer le christianisme du judaïsme dans le but de créer une nouvelle civilisation monothéiste basée sur l’universalisme. Créée au Silk Road Rising Theater à Chicago.
- The Admission (2014), drame politique sur les récits contradictoires de la guerre de 1948 qui a conduit à la fondation de l’État d’Israël et à l’exil des réfugiés palestiniens. Créée par le théâtre J à Washington, et par le théâtre de Jaffa (2016)
- After the War (en anglais : Après la guerre), en 2015 : drame politique où un pianiste israélien lutte pour créer un changement dans le discours politique en Israël après la guerre de 2006 entre Israël et le Liban. Créée par le théâtre Mosaic à Washington.
- Doing His Will (en anglais : Faire ce qu’il veut) en 2017, drame à propos d’une femme hassidique, qui ne peut accepter les prohibitions de sa communauté sur la sexualité, abandonne sa religion mais est séparée de ses enfants et finit par se suicider. Créée au théâtre national Habima à Tel Aviv.
- The Abandoned Melody (en anglais : La Mélodie abandonnée), en 2019, drame avec chansons sur les dix dernières années de Nathan Alterman, le grand poète israélien qui, face aux critiques sur ses choix esthétiques et politiques, arrêta d’écrire de la poésie. Créée par le théâtre national Habima à Tel Aviv.
- On The Edge" (2022), drame sur la relation entre un vieil éditeur qui essaie de publier une anthologie de nouvelles écrites par des soldats israéliens qui combattirent à Gaza à 2014, et son fils qui quitte la maison d’édition après qu’il ait été libéré de l’armée en 2014 après une blessure lors d’une opération à Gaza. Créée au théâtre de Jaffa.
- Golda (2023), drame sur Golda Meir, ancienne première ministre d’Israël, et l’échec de son gouvernement à ouvrir des négociations de paix avec l’Égypte avant la guerre du Kippour. Créée au théâtre national Habima à Tel Aviv.

### Scénarios pour la télévision et le cinéma
- Loves in Betania (en anglais : Amours à Béthanie), en 1992. Téléfilm dramatique de 60 minutes sur les changements intervenus dans la structure morale et sociale des kibboutz dans les années 1990.
- The Kastner Trial (en anglais : Le Procès Kastner), en 1994. Un téléfilm en trois parties, basé sur l’affaire Kastner, dans lequel le leader des Juifs hongrois durant la Seconde Guerre mondiale est accusé de collaboration avec les nazis dans l’extermination des Juifs de Hongrie, lui-même assassiné par un militant Juif de droite à Tel Aviv en 1957.
- Bus Number 300 (en anglais : Bus numéro 300), en 1997. Un téléfilm en cinq parties sur l’un des scandales les plus retentissants dans les services secrets israéliens : quatre terroristes palestiniens prennent un bus en otage et sont arrêtés par l’armée israélienne. Deux sont pris vivants après l’assaut, interrogés, et exécutés immédiatement après. Le gouvernement affirma que les quatre terroristes avaient été tués au cours de l’assaut, mais des photographes de presse ont pris des clichés des deux terroristes encore en vie. Le téléfilm expose les luttes entre gouvernement, procureur général et services secrets qui tentent de mettre fin au scandale, chacun dans son propre intérêt.
- Egoz (1998). Téléfilm en trois parties sur la fuite des juifs marocains vers Israël dans les années 1950-60, qui se concentre sur l’organisation d’un groupe de 44 juifs par le Mossad, leur voyage de Casablanca à la Méditerranée et leur embarquement sur l’Egoz, qui coule dans une tempête.
- The Institute (en anglais : L’Institut), en 2000. Une série télévisée en 12 épisodes qui se déroule dans un institut de psychothérapie et traite de la vie des thérapeutes, de leurs patients, et des relations entre soignants et patients.
- A Battle in Jerusalem (en anglais : Une Bataille à Jérusalem) en 2002, un téléfilm en trois parties qui se déroule pendant la guerre israélo-arabe de 1948-1949. Un groupe de 20 soldats est envoyé prendre une position arabe proche de Jérusalem. Après 20 heures de combats acharnés, ils décident de se retirer, mais ne pouvant emporter leurs blessés, ils font sauter leur position avec les blessés.
- The Silence of the Sirens (en anglais : Le Silence des sirènes en 2003, un long-métrage télé, qui se déroule au quartier-général des services de renseignement israéliens pendant les 10 jours avant le déclenchement de la guerre du Kippour, en 1973. Le film traite des raisons pour lesquelles le commandement du renseignement ne put comprendre que la guerre allait commencer, malgré les informations précises dont il disposait.
- Altalena (2008). Long-métrage sur l’Altalena, cargo d’armes envoyé par le gouvernement français à l’Irgoun, mouvement clandestin d’extrême-droite, en 1948. Ce navire fut détruit par le gouvernement israélien, un évènement qui marqua les affaires politiques internes d’Israël pour des décennies.
- Spring 1941 (en anglais : Printemps 1941) en 2008. Long-métrage inspiré par une nouvelle d’Ida Fink sur une famille juive polonaise dans la Pologne en 1941, tentant de survivre sous l’occupation nazie. Coproduction israélo-polonaise avec Joseph Fiennes et Clare Higgins.
- Kapo in Jerusalem (2016). Long-métrage sur un médecin juif engagé par les SS pour être kapo à Auschwitz, qui survit à la guerre, et essaie de commencer une nouvelle vie à Jérusalem en 1946-1948.

## Récompenses
- 1981 : meilleure pièce pour enfants pour La Princesse et le Hobo[2]
- 1985 : meilleure pièce pour Kastner[2]
- 1994 : meilleur drame télé pour The Kastner Trial[2]
- 1994 : prix des écrivains du Premier ministre[3],[2]
- 2002 : meilleure pièce en un acte pour Coming Home
- 2003 : meilleur téléfilm pour The Silence of the Sirens
- 2015 : prix du film Landau